# Dissen-Striesow
Dissen-Striesow (em baixo sorábio: Dešno-Strjažow) é um município da Alemanha, situado no distrito de Spree-Neiße, no estado de Brandemburgo. Tem 19,72 km² de área, e sua população em 2019 foi estimada em 980 habitantes.